# Glendale, Arizona
En annan stad med samma namn hittas på Glendale, Kalifornien
Glendale är en stad i den amerikanska delstaten Arizona med en yta av 144,4 km² och en befolkning, som uppgår till cirka 233 000 invånare (2003).
Staden är belägen i den centrala delen av delstaten cirka 20 km nordväst om huvudstaden Phoenix. 11 km väster om Glendale ligger Luke Air Force Base.
Glendale Arena öppnade i december 2003 varvid  NHL-laget Phoenix Coyotes började förlägga sina matcher där. Även NFL-laget Arizona Cardinals är i färd med att bygga en ny arena i Glendale och den beräknas vara klar att tas i bruk hösten 2006. Båda projekten ingår i en plan att stimulera inflyttning i det sparsamt befolkade Yucca-området. 
Här spelades Super Bowl finalen 2008 då New York Giants vann över New England Patriots.